# تولر فرترام
تولر فرترام (به انگلیسی: Toller Fratrum) یک روستا و محله مدنی در بریتانیا است که در دورست غربی واقع شده‌است. تولر فرترام ۱۰ نفر جمعیت دارد.